# FCM Aubervilliers
El FCM Aubervilliers es un equipo de fútbol de Francia que juega en la Championnat National 3, la quinta liga de fútbol más importante del país.

## Historia
Fue fundado en el año 1948 en la localidad de Aubervilliers y jugaron en el CFA desde la temporada 2009/10 hasta la temporada 2015/16.

## Palmarés
- Championnat National: 1

1993
- CFA 2 Grupo B: 1

2010
- Championnat National 3: 1

2023
- Division d'Honneur (Paris Íle-de-France): 2

1990, 2009

## Jugadores

### Jugadores destacados
- Abou Diaby
- Steve Marlet
- Sébastien Michalowski